# Elisabeth Studer-von Goumoëns

Elisabeth Studer-von Goumoëns etwa 1910

Elisabeth Studer-von Goumoëns (* 14. November 1878 in Bern; † 24. April 1970 in Winterthur) war eine Schweizer Krankenschwester, Redaktorin und Bürgerrechtlerin.
Studer-von Goumoëns entstammte einer Berner Patrizierfamilie. Sie heiratete den Arzt Kaspar Studer, mit dem sie vier Kinder hatte. In ihrem beruflichen Umfeld setzte sie sich für Leprakranke, im Ersten Weltkrieg für grippekranke Soldaten und später gegen den Alkoholismus ein.

## Werke
- Wi der Herr Chräbs gmurbet het. Luschtschpiel i 3 Szene, Bern 1928.